# Ella Hruschka
Ella (Emanuela) Hruschka (7. května 1851 Třebíč – 13. března 1912 Vídeň) byla rakouská učitelka, spisovatelka, novinářka a aktivistka za práva žen.

## Život a práce
Emanuela Hruschka (původně Hruška, sama se nazývala Ella) byla dcerou rakouských státních úředníků. Studovala francouzštinu, angličtinu a italštinu a v roce 1874 absolvovala s vyznamenáním studium na vzdělávacím ústavu pro učitelky v Brně. Později na téže škole vyučovala.
Po odchodu do důchodu v roce 1893 cestovala po Německu a Itálii. Od roku 1895 žila ve Vídni.

## Dílo
Česky psaný tisk jí, s výjimkou úmrtí, prakticky nevěnoval pozornost, databáze NK ČR neeviduje překlad díla Elly Hruschka do češtiny.

### Tisk
Publikovala eseje, příběhy, fejetony, poezii a výchovnou literaturu v Neues Wiener Tageblatt, Neues Wiener Journal, Volksstimme, Deutsches Dichterheim, Jung-Deutschland, An der schönen, blauen Donau, Wiener Hausfrauen-Zeitung, Heimat a další články v Lehrerinnen-Wart.

### Knižní publikace
- Der Wirkungskreis des Weibes. Ein Beitrag zur Lösung der Frauenfrage : Kreisel & Gröger, Vídeň 1892
- Ferdinand Raimund. Bilder aus einem Dichterleben in 4 Akten und Vorspiel : Wigand, Berlín 1907
- Die erziehliche Aufgabe der Schule in Freie deutsche Blätter und Mährisch-schlesischer Correspondent, po přednášce konané při příležitosti Výroční lektorské konference v Brně v roce 1888
- Was können die Vereine dazu beitragen, um Fröbels Erziehungsgrundsätze in die Familien einzuführen? in Zeitschrift für das Kindergartenwesen po přednášce III. konference Asociace pro mateřské školy v Rakousku, 1890
- Mira, epische Dichtung. Hra o čtyřech dějstvích, 1894
- Im goldenen Licht. Poezie, Lipsko 1910